# 드미트리 시퍄긴

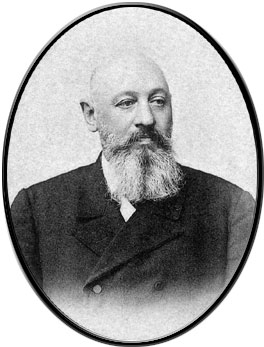
드미트리 시퍄긴

드미트리 세르게예비치 시퍄긴(러시아어: Дми́трий Серге́евич Сипя́гин), 1853년 3월 20일 ~ 1902년 4월 15일))은 러시아 제국의 정치인이다.